# 雛菊
雛菊（學名：Bellis perennis）是菊科雛菊屬的一種，別名長命菊、延命菊，原產於歐洲，原種被視為叢生的雜草，開花期在春季。
雛菊在原產地是多年生草本植物，學名的種加詞perennis也含有「多年生的」的意思，但在日本由於夏季炎熱，雛菊多半活不過夏季，通常被當作秋天播種的一年生植物。雛菊在能夠渡夏的寒冷地區可以進行分枝繁殖。

## 特征
雛菊株高10－20厘米，常绿，小叶根生，长2－5厘米，圆形或勺形，被柔毛，叶缘细锯齿状，贴地生长。
头状花序直径2－3厘米，由顶端红色的白色舌状花和黄色管状花组成，通常生长在2－10厘米高的裸茎上。多花小轮种花序直径2厘米，大轮种花序近10厘米。舌状花多层，为重瓣花型，花色有红、白、粉及复色，与中心的黄色管状花相映成美。花型有单瓣和重瓣。
市场上出售的雏菊在11月开花，而露地栽培的雏菊一般在3月－5月开花。

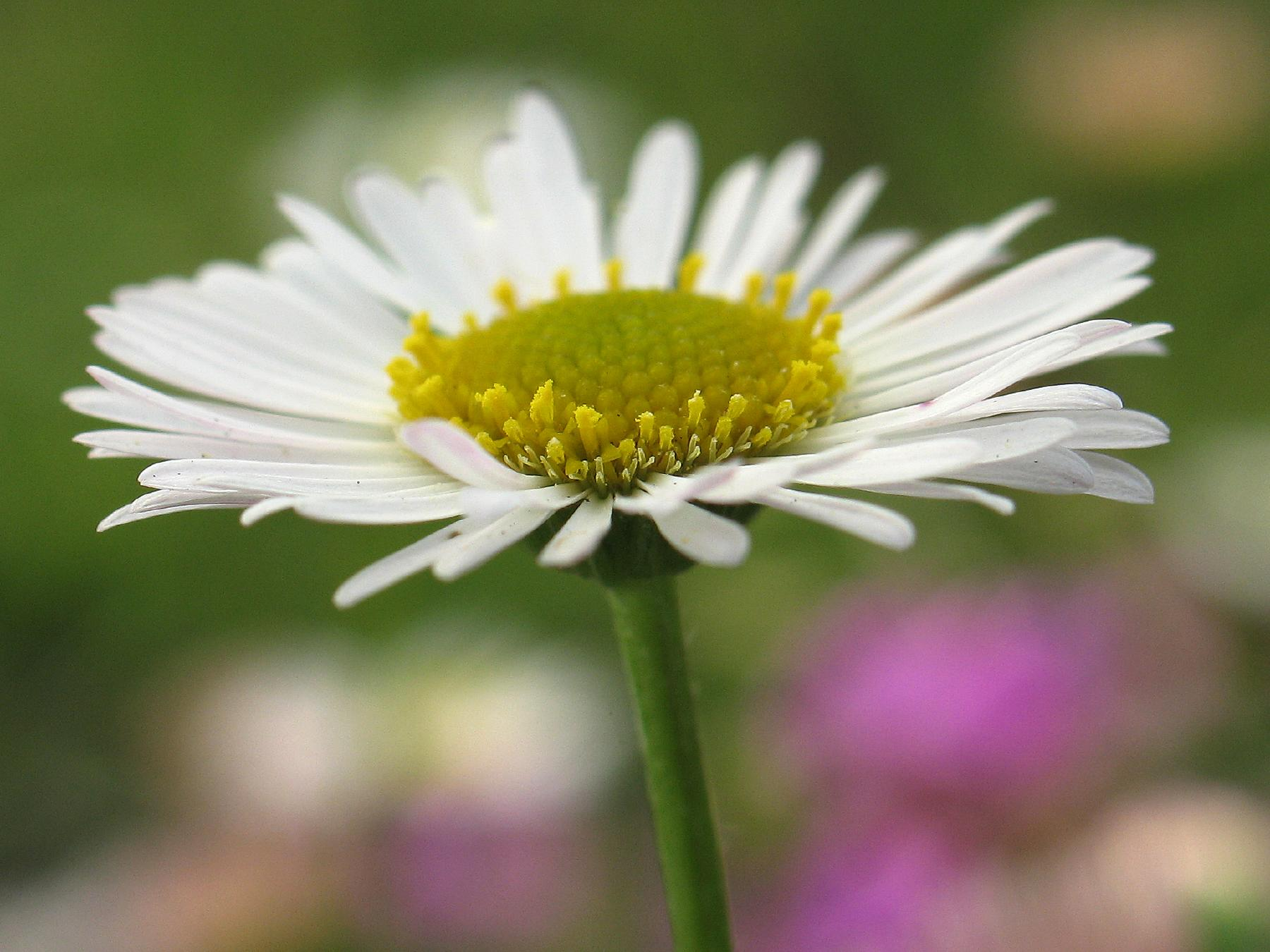
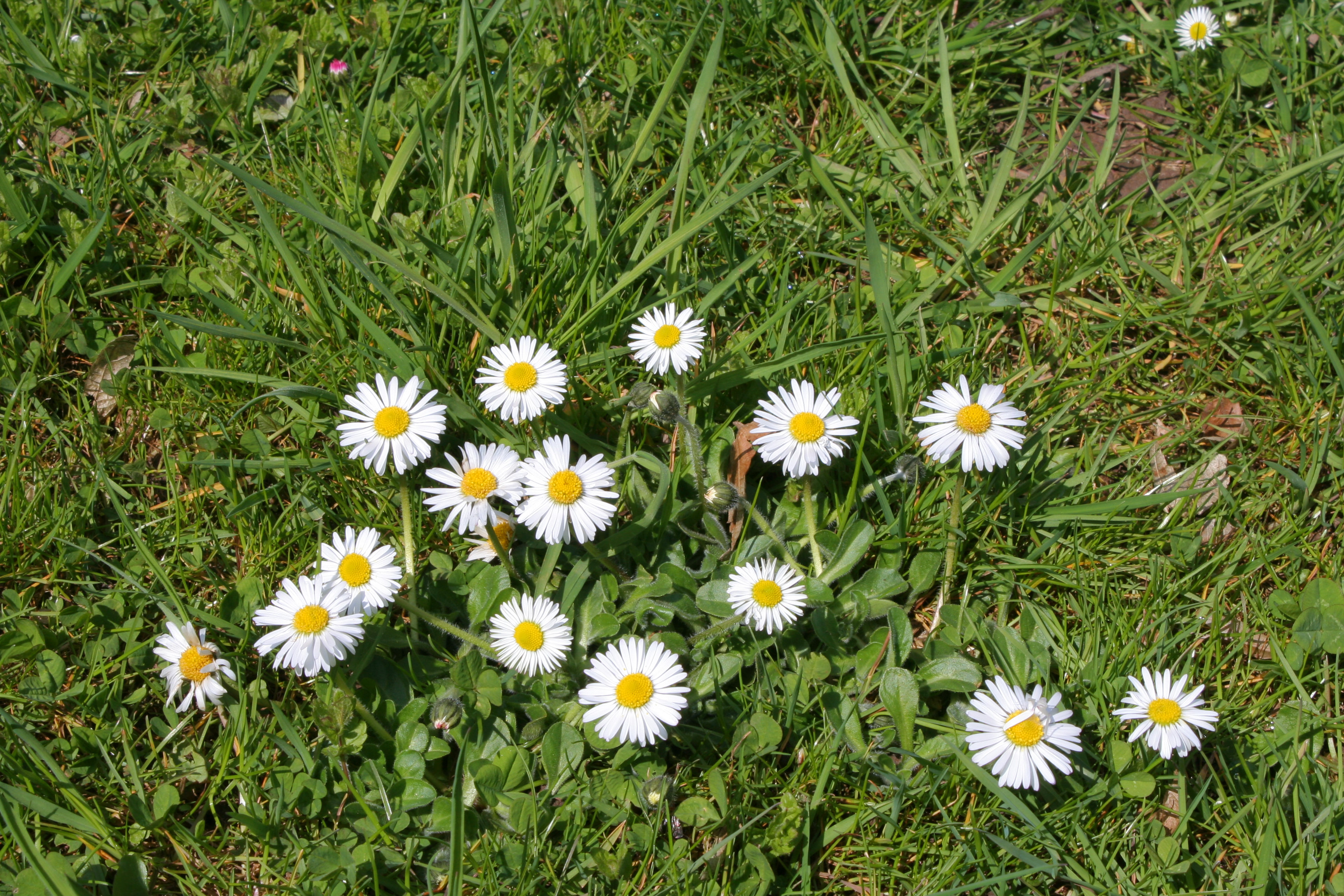
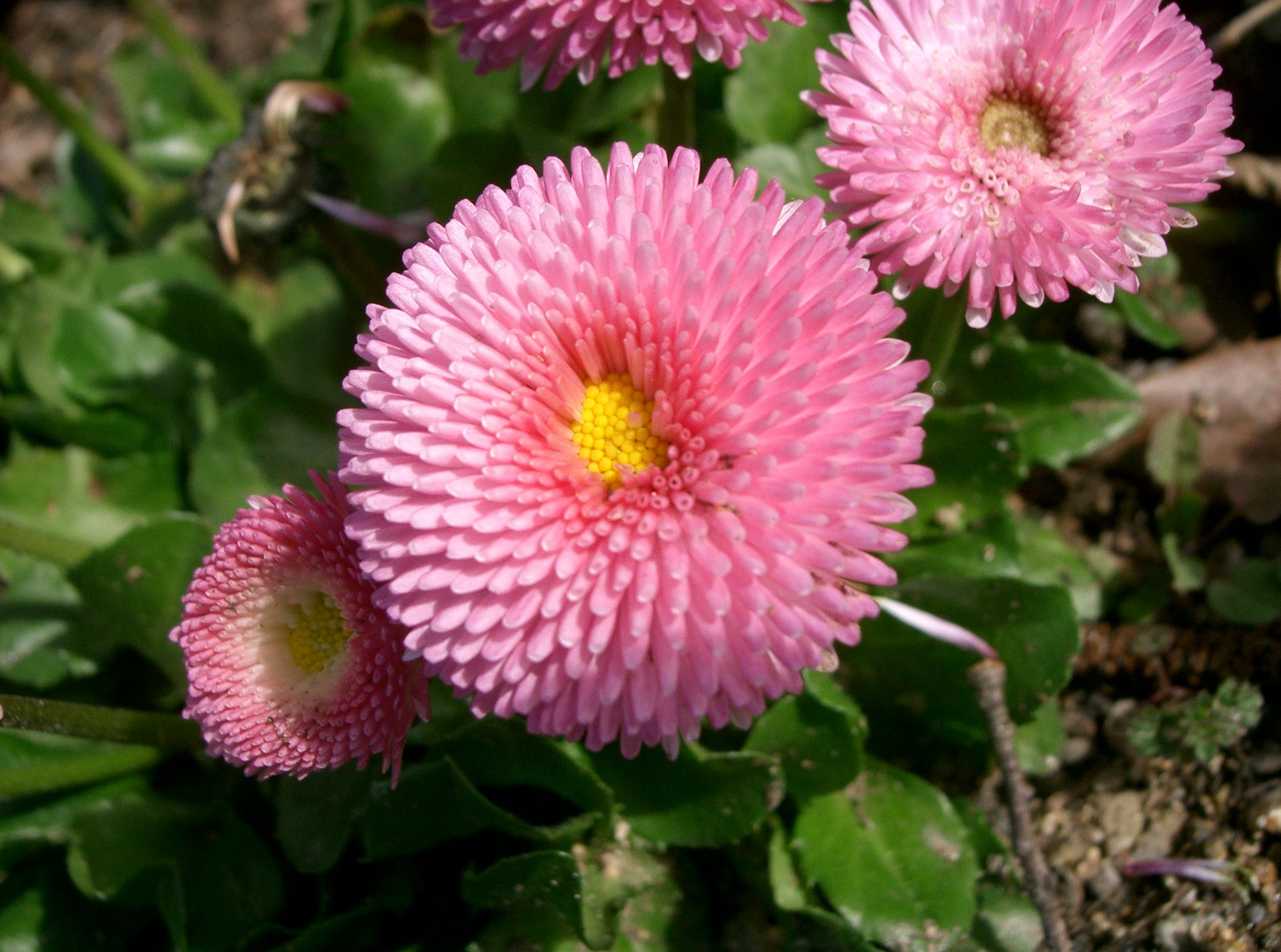
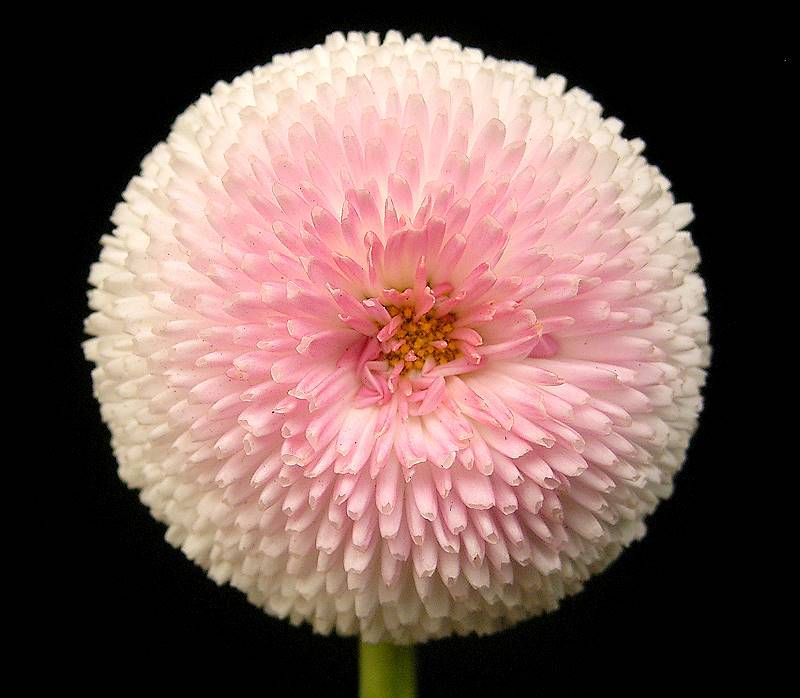
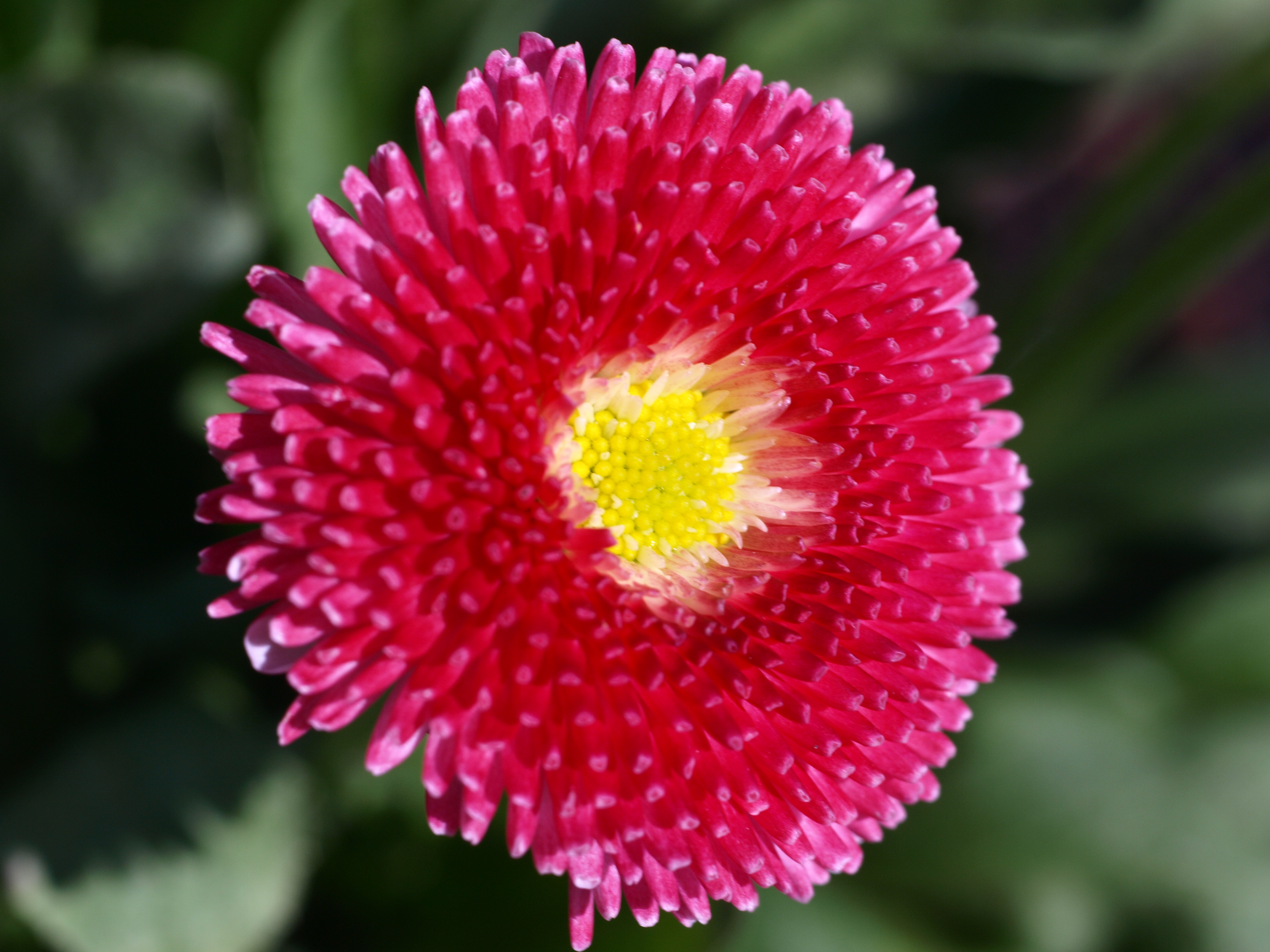
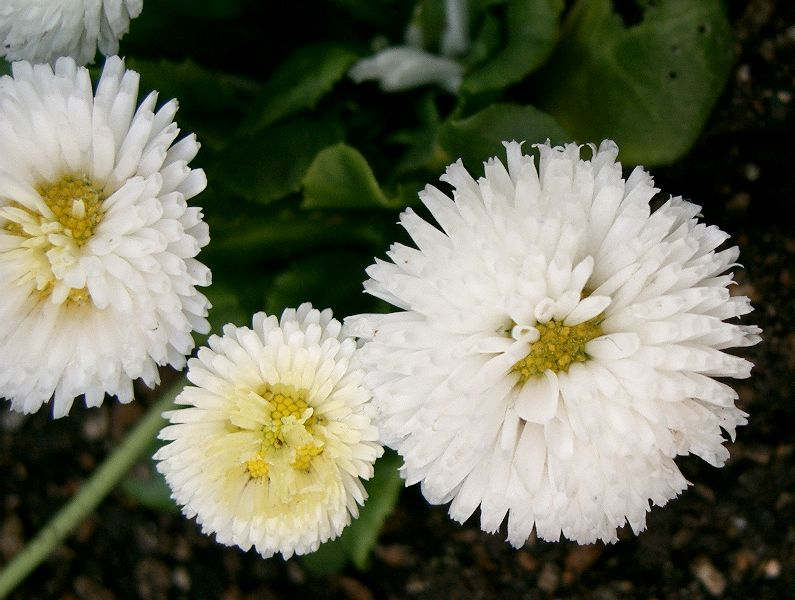

## 用途

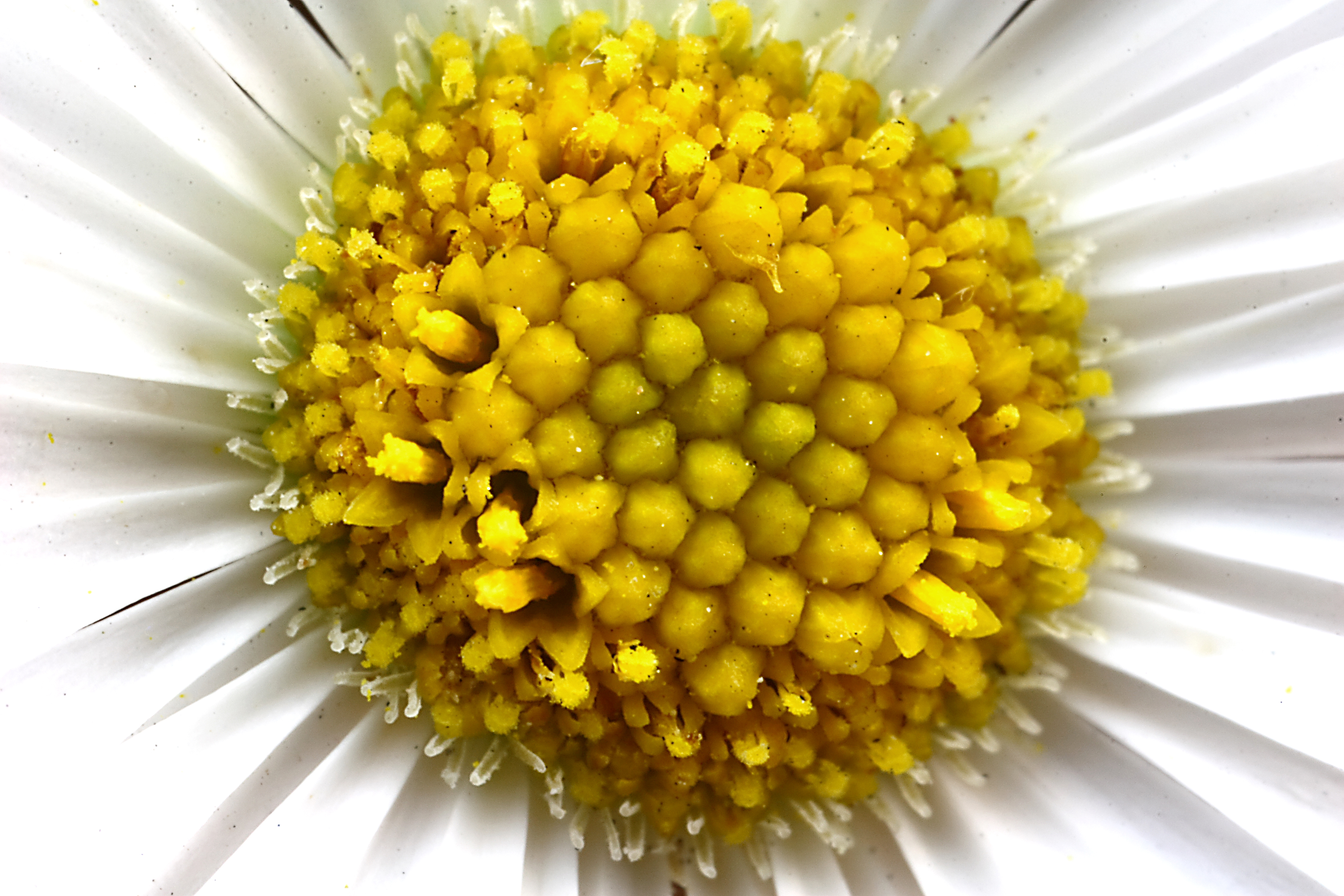
近观雛菊

雏菊的一些栽培品种具有直径达到5－6厘米的头状花序，且具有淡粉红色和紫红色的舌状花，可作为花卉培育。
雏菊有收敛和止血效果，常用于传统医学中。
雏菊的绿叶可食用，但要适量摄入。